# Acadêmicos do Litoral Paranaense
O GRES Acadêmicos do Litoral Paranaense, ou simplesmente Acadêmicos do Litoral, é uma escola de samba de Paranaguá. A Agremiação foi fundada em 1973, sendo 14 vezes Campeã do Carnaval e Campeão de Futebol Amador de Paranaguá 2011 onde filiou-se a Liga de Futebol Amador de Paranaguá em 2007,Campeão da XV Copa Litoral de Futebol Amador 2014, uma das mais tradicionais da cidade e a mais Famosa Escola de Samba do Paraná.Considerada Cultura do Carnaval de Paranaguá .[ligação inativa]
Em 2011, foi a última a desfilar pelo grupo de acesso, com um enredo que abordava os espelhos e a vaidade humana.

## Carnavais
| Ano  | Colocação   | Grupo    | Enredo                                            | Carnavalesco     | Ref.  |
| ---- | ----------- | -------- | ------------------------------------------------- | ---------------- | ----- |
| 2006 |             |          | A noite é uma criança e nós somos seus brinquedos |                  |       |
| 2007 |             |          | Vinho - Néctar dos deuses                         | Douglas Teixeira |       |
| 2009 | Campeã      | Acesso   | Se essa avenida fosse minha…                      | Kauê Miron       |       |
| 2010 | 5º lugar    | Especial | Xeque-mate                                        | Rafael Costa     |       |
| 2011 | Vice-campeã | Acesso   | Reino dos espelhos                                | Kauê Miron       |       |
| 2012 |             | Especial | A verde e rosa é fogo!                            | Kauê Miron       |       |
| 2014 | 4º lugar    | Especial |                                                   |                  | [ 3 ] |
|      |             |          |                                                   |                  |       |